# Avenida 5 de Abril (Maipú y Cerrillos)
La avenida 5 de Abril es una arteria vial de Santiago de Chile, que posee 3,3 kilómetros de largo, que se dividen en dos tramos: 2,1 kilómetros en la comuna de Maipú y 1,2 kilómetros en Cerrillos. Ambos tramos están divididos por la vía del ferrocarril ubicada junto a avenida Lumen (la cual marca el límite entre Maipú y Cerrillos), aunque en el 2010 se concluyó un corredor para el transporte público que dio continuidad a la arteria. Su nombre se debe a la fecha en que se llevó a cabo la Batalla de Maipú, el 5 de abril de 1818, tras la cual se decidió la Independencia de Chile.

## Historia
La calle ya existía para inicios del siglo XX; junto con Avenida Pajaritos, fue el eje en el cual comenzó a crecer la localidad de Maipú.
Desde entonces la avenida ha sido sometida a transformaciones, pasando desde un camino de tierra en la década de 1930 a una calle de dos vías para la segunda mitad del siglo XX, para terminar siendo una avenida de 6-8 pistas y uno de los ejes principales dentro de la comuna de Maipú.

## Trazado e infraestructura

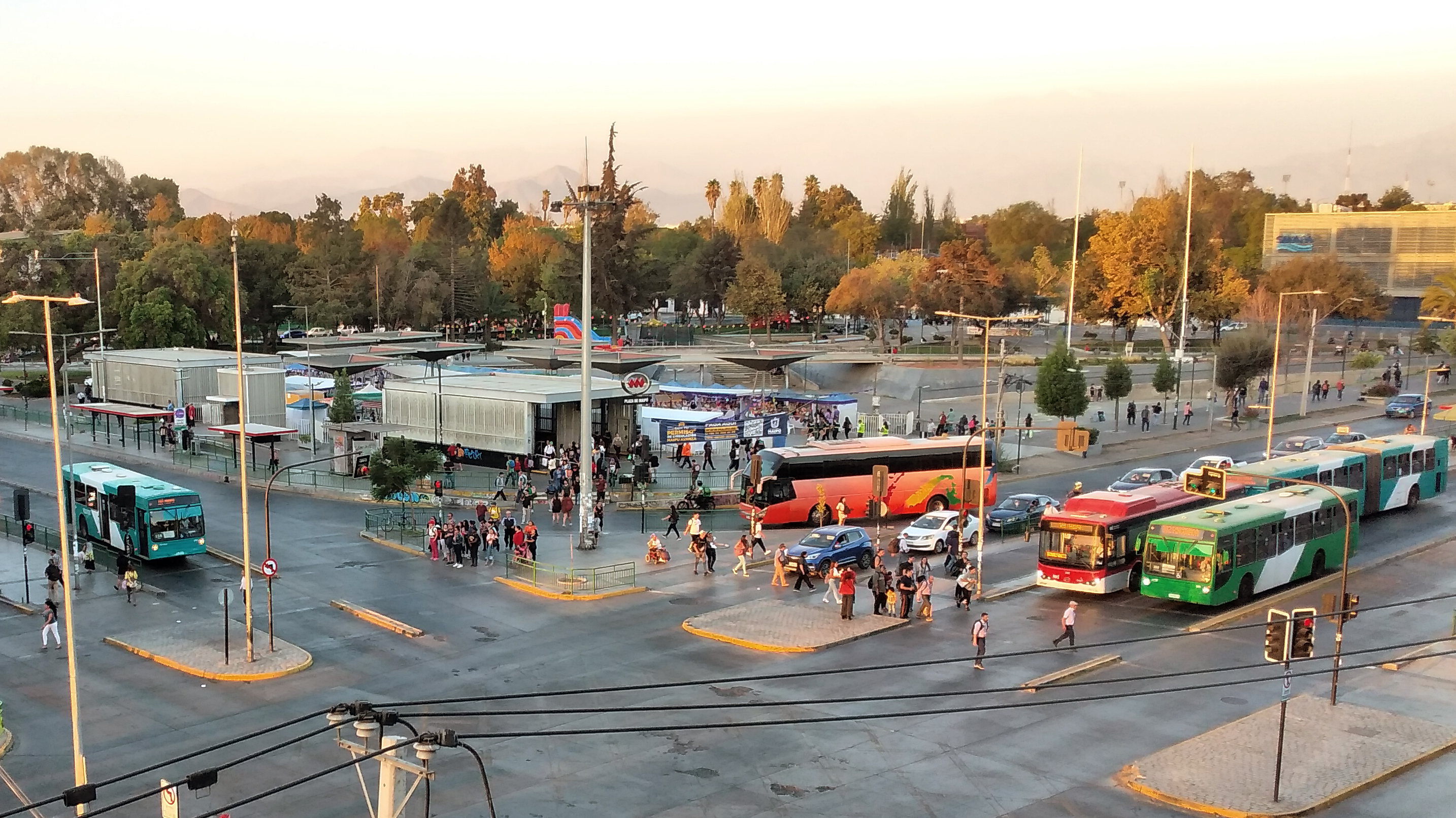
La intersección de las avenidas 5 de Abril y Pajaritos, en plena Plaza de Maipú, concentra gran parte del comercio y los servicios de la comuna. Esta esquina, además, fue identificada por la Comisión Nacional de Seguridad de Tránsito como la tercera más peligrosa de Santiago, al registrar treinta y nueve accidentes en el año 2009.

Su primer tramo nace en la calle Carmen —frente al Templo Votivo de Maipú— con dirección al oriente. Interseca con la avenida Pajaritos, pasa por el costado sur de la Plaza de Armas de la comuna, luego atraviesa un extenso barrio residencial y finaliza junto a la vía del tren. Del otro lado de la vía férrea se inicia el tramo que recorre el límite de las comunas de Cerrillos y Maipú, atravesando la villa México y parte de la población Zaror, finalizando en la calle San José.
En el tramo de 5 de Abril que se ubica en el centro de Maipú se encuentra una importante parte del comercio y los servicios de la comuna. El centro comercial Pumay, la sede de la Central Unitaria de Trabajadores, el supermercados Líder, la 1.ª Compañía de Bomberos de Maipú, la Universidad de Las Américas, el preuniversitario Cepech, las gasolineras Shell y Copec, el Centro Comunitario de Salud Familiar El Abrazo y el Estadio Santiago Bueras son algunos de los lugares más relevantes. Entre el Templo Votivo y la intersección con la Avenida Pajaritos circulaba a inicios del siglo XX el Ferrocarril Urbano de Maipú, tranvía de tracción animal que llegaba hasta la estación Maipú.
Sobre los casi 500 metros de la avenida 5 de Abril, entre el Templo Votivo y la Plaza de Maipú, se construirá un bulevar. Esta remodelación comprende el ensanchamiento de veredas, el mejoramiento del mobiliario urbano, el soterramiento del cableado eléctrico y la construcción de un corredor para el Transantiago. Además, se espera atraer el interés de las empresas inmobiliarias para construir edificios que alberguen oficinas, departamentos y locales comerciales. En un comienzo, se indicó que este proyecto tendría un costo de 11 000 millones de pesos (aportados por la Municipalidad de Maipú y por el Estado en partes iguales). Sin embargo, al comenzar las obras en abril de 2016 se informó que el costo ascendió a 18 000 millones.